# فیدینگ هیلز، ایجوام، ماساچوست
فیدینگ هیلز (به انگلیسی: Feeding Hills) یک منطقهٔ مسکونی در ایالات متحده آمریکا است که در ایجوام، ماساچوست قرار دارد. فیدینگ هیلز ۲۰۰ متر بالاتر از سطح دریا واقع شده‌است. به‌طور کلی این منطقه توسط ساکنان به عنوان مرز غیررسمی پذیرفته شده‌است. در اوایل ساخت آن تا اواسط قرن ۱۹، خندقی در این محل حفر شد تا دو بخش را از هم جدا کنند. فیدینگ هیلز در برگیرنده یک چهارم کل جمعیت است، مزارع در بخش میانی قرار دارد و کوه پروین بلندترین نقطه شهر است.
امروزه، فیدینگ هیلز به‌طور فزاینده‌ای در بخش جوامع کوهستان پروین و اطراف آن در حال گسترش است. چندین مزارع تجزیه شده و به توسعه دهندگان فروخته می‌شود تا منجر به افزایش بازار املاک شود. بخشهای قدیمی‌تر فیدینگ هیلز مانند مناطق نزدیک به خیابان لاین و دبیرستان ایجوام، تقریباً مشابه هستند، در سالهای اخیر در پی مهاجرت سکنه و جابجایی مشاغل تغییراتی در سطح شهر صورت گرفته. فیدینگ هیلز شامل چندین کلیسا، مرکز خرید و انواع غذاخوری‌ها است. در این منطقه سایت پخش تلویزیونی دابلیو، دابلیو ال پی در بالای کوه پروین مستقر است (استودیوی آنها از آن زمان به شیکوپی نقل مکان کرده‌است). ایستگاه پلیس آگاوام نیز در خیابان اسپرینگفیلد، یکی از پرجمعیت‌ترین جاده‌های زیرمجموعه قرار دارد.
از چهار مدرسه ابتدایی و سه دبیرستان راهنمایی/متوسطه/ارشد، تنها دبیرستان راهنمایی و دبستان گرنجر در فیدینگ هیلز واقع شده‌است.

## افراد برجسته
- کرایتون آبرامز، ژنرال نیروی زمینی (ایالات متحده) در طول جنگ ویتنام، رئیس ستاد نیروهای مسلح ایالات متحده آمریکا از ۱۹۷۲ تا مرگ او در ۱۹۷۴
- نیک پترانجلو، بازیکن حرفه ای پوکر
- آن سالیوان، معلم هلن کلر[۲]
- بنجامین وید، سناتور ایالات متحده آمریکا از اوهایو، از اعضای جمهوری خواهان رادیکال، در اینجا در ۱۸۰۰ متولد شد.